# هورهیل شمالی (نیوهمپشایر)
هورهیل شمالی، نیوهمپشایر (به انگلیسی: North Haverhill, New Hampshire) یک منطقه سرشماری‌شده در ایالات متحده آمریکا است که در شهرستان گرافتن، نیوهمپشایر واقع شده‌است.

## خصوصیات
هورهیل شمالی ۸٫۷ کیلومترمربع مساحت دارد ۱۴۹٫۰۵ متر بالاتر از سطح دریا واقع شده‌است.